# Karmrašen (Vajoc Dzor)
Karmrašen (arménsky Կարմրաշեն; dříve Këtanlu a Kyotanli) je malá vesnice v provincii Vajoc Dzor v Arménii. V roce 1963 se blízko vesnice stavěl tunel Arpa-Sevan. Na kopci blízko vesnice se směrem na východ nachází ruiny malého kostela a 1,5 km jihozápadně jsou ruiny dvou jiných kostelů.